# Estación Lanteri
Lanteri era una estación de ferrocarril ubicada en la localidad de Lanteri, provincia de Santa Fe, Argentina.
La estación fue habilitada en 1913 por el Ferrocarril Provincial de Santa Fe.

## Servicios
No presta servicios de pasajeros, ni de cargas. Sus vías correspondían al Ramal F14 del Ferrocarril General Belgrano.